# 고전적 세페이드 변광성

헤르츠스프룽-러셀 도표에 여러 변광성을 표시한 도표이다.

고전적 세페이드 변광성(Classical Cepheid variable)은 세페이드 변광성의 일종으로, 종족 I에 속하며, 주기는 수에서 수십 일이고, 등급의 변동 진폭은 2등급까지 올라가기도 한다. 고전적 세페이드 변광성은 종족 I 세페이드 변광성(Population I Cepheids), I형 세페이드 변광성(Type I Cepheids), 세페우스자리 델타형 변광성(Delta Cepheid variables)이라고도 부른다.
고전적 세페이드 변광성은 광도와 변광 주기 간에 명확한 주기성을 띄며, 이 성질을 이용해 주요 우주 거리 사다리로 사용되고 있다. 허블 우주 망원경을 이용한 고전적 세페이드 변광성 관측을 통해, 허블-르메트르 법칙을 더 확실하게 정의할 수 있었다. 고전적 세페이드 변광성은 은하의 나선팔 구조나, 태양과 은하면 사이의 거리를 밝혀내는 데도 사용된다.
우리 은하에서 발견된 고전적 세페이드 변광성은 800개가 넘으며, 총 6,000개가 있으리라 추정하고 있다. 마젤란 은하에서는 수천 개가 발견되어 있으며, 이보다 발견한 수가 많은 은하도 존재한다. 허블 우주망원경은 1억 광년 떨어진 NGC 4603에서 고전적 세페이드 변광성을 발견하기도 하였다.

## 성질

항성이 블루 루프를 지나며 불안정띠를 통과하는 진화 과정.

고전적 세페이드 변광성의 질량은 보통 태양보다 4배에서 20배 크며, 광도는 1,000배에서 50,000배 가량 크며, 특이한 경우인 센타우루스자리 V810은 광도가 200,000배에 달하기도 한다. 항성분류적으로는 분광형 F6 ~ K2 사이의 거성에 속하며, 변광함에 따라 온도, 분광형, 지름 또한 변한다. 지름은 태양의 수십에서 수백 배 가량이다. 고전적 세페이드 변광성은 광도가 클수록 크기가 크고, 온도가 낮으며, 주기가 길다. 변광 시 광도 변화는 파장이 짧은 빛에서 더 두드러진다.
세페이드 변광성은 대부분 고유진동이나, 첫 번째 배음 형태로 나타나며, 간혹 합성파 형태로도 나타난다. 고전적 세피이드 변광성의 대부분은 고유진동 맥동체로 여겨지나, 광도곡선만으로는 진동의 형태를 구별하기 어렵다는 한계가 있다. 주기가 같을 경우, 배음 형태로 나타나는 변광성이 고유진동으로 나타나는 변광성보다 더 밝고 크기가 크다.
중간 질량 항성이 진화하여 주계열에서 탈출할 경우, 수소가 연소되는 도중 급격하게 불안정띠를 지나며, 헬륨 핵에서 핵융합이 개시되면 블루 루프를 통해 불안정띠를 다시 지나 온도가 높아지며 점근거성열로 향한다. 8 ~ 12 M☉ 이상으로 질량이 큰 항성은 거성열에 닿기 전에 헬륨 연소가 시작되어 적색초거성이 되나, 이 경우에도 블루 루프를 통해 불안정띠를 지날 수 있다. 블루 루프에서의 지속 시간과 루프의 존재 여부 자체는 질량, 금속함량, 헬륨 함량에 따라 민감하게 달라지며, 경우에 따라 불안정띠를 여러 번 지나기도 한다. 세페이드 변광성의 주기와 화학 성분의 변화는 항성이 지나는 경로를 통해서 알아낼 수 있다.
고전적 세페이드 변광성은 B7 이상의 B형 주계열성으로, 핵에서 수소가 고갈되기 전의 상태이다. 더 크고 뜨거운 항성은 주기가 길고 더 밝은 변광성이 되며, 우리은하에 있는 태양과 금속함량이 비슷한 항성의 경우에는 처음 불안정띠를 지날 때까지 점차 질량을 잃어 주기가 50일 이하가 될 것으로 예상하고 있다. 20 ~ 50 M☉ 정도에서는, 금속함량에 따라 적색초거성이 블루 루프를 지나지 않고 청색초거성으로 진화하지만, 이 경우에는 세페이드 변광성의 형태가 아닌 불안정한 황색극대거성의 형태를 띈다. 질량이 매우 큰 별은 불안정띠를 지날 정도로 냉각이 일어나지 않아 세페이드 변광성이 되지 않는다. 마젤란 은하처럼 금속함량이 낮은 경우, 항성의 질량 손실이 줄어들어 더 밝고 주기가 긴 세페이드 변광성이 만들어진다.

## 광도곡선

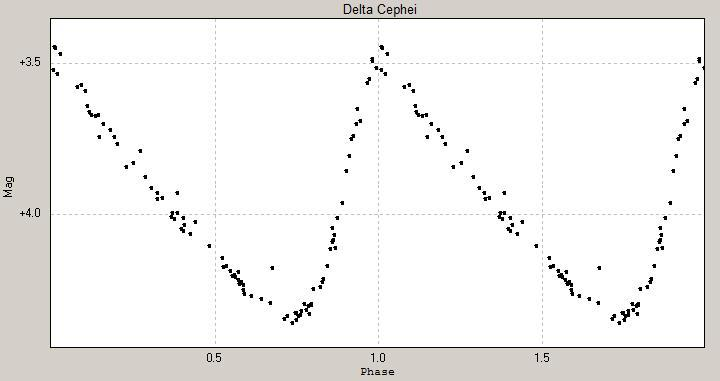
세페우스자리 델타의 광도곡선.

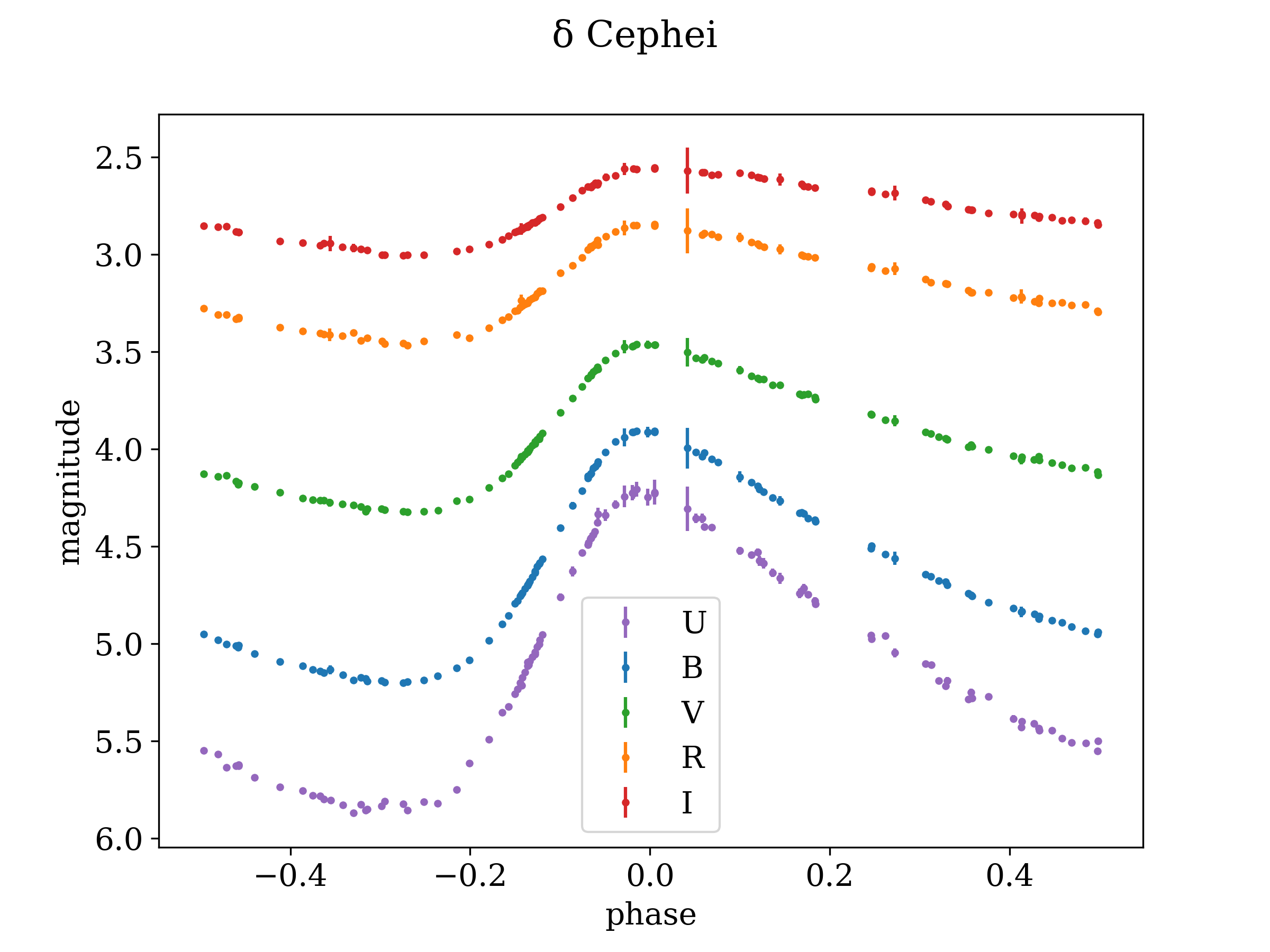
세페우스자리 델타의 UBVRI별 광도곡선으로, 대역별 변동 차이를 보여주고 있다.

고전적 세페이드 변광성의 광도곡선은 보통 최대 광도까지 급격하게 증가하고, 천천히 최소 광도로 돌아가는 불균형 형태를 띄는데, 이는 지름과 온도 변화 사이의 위상차로 인한 현상으로 추정하며, 이는 고전적 세페이드 변광성 중 가장 흔한 형태인 고유진동 맥동체의 성질로 여겨진다. 일부는 사인파 형태처럼 보이나 '언덕'처럼 밝기의 감소 속도가 줄거나 밝기가 잠시 증가하기도 하는데, 이는 고유진동과 첫 번째 배음의 공명으로 인한 것으로 보고 있다. '언덕' 형태는 독수리자리 에타처럼 주기 6일 정도의 별에서 밝기가 감소하는 기간에 제일 흔히 관측된다. 주기가 증가함에 따라 언덕의 위치는 광도 극대 쪽으로 이동하며, 메크부다처럼 주기가 10일 정도가 되면 극대가 두 번 나타나거나, 극대와 합쳐지기도 한다. 백조자리 X처럼 주기가 더 길면 광도가 증가하는 시기에 언덕이 나타나며, 주기가 20일 이상이 되면 언덕이 사라진다.
고전적 세페이드 변광성 중 소수는 거의 대칭인 사인파 형태의 광도곡선을 보인다. 이러한 형태를 s형 세페이드 변광성이라고 부르며, 진폭이 작고, 주기가 짧다는 특징이 있다. 궁수자리 X 등 대다수는 첫 번째 배음 이상에 속하지만, 여우자리 S 등 극소수는 고유진동 상태임에도 이러한 광도곡선을 나타내기도 한다. 우리은하 내 첫 번째 배음에 속하는 변광성은 주기가 짧은 형태밖에 존재하지 않지만, 마젤란 은하 등 금속함량이 낮을 경우 주기가 길어진다. 마젤란 은하에는 배음이 높거나 둘 이상인 변광성도 여럿 존재하며, 이러한 항성은 진폭이 작고, 광도곡선이 불규칙하다.

## 발견

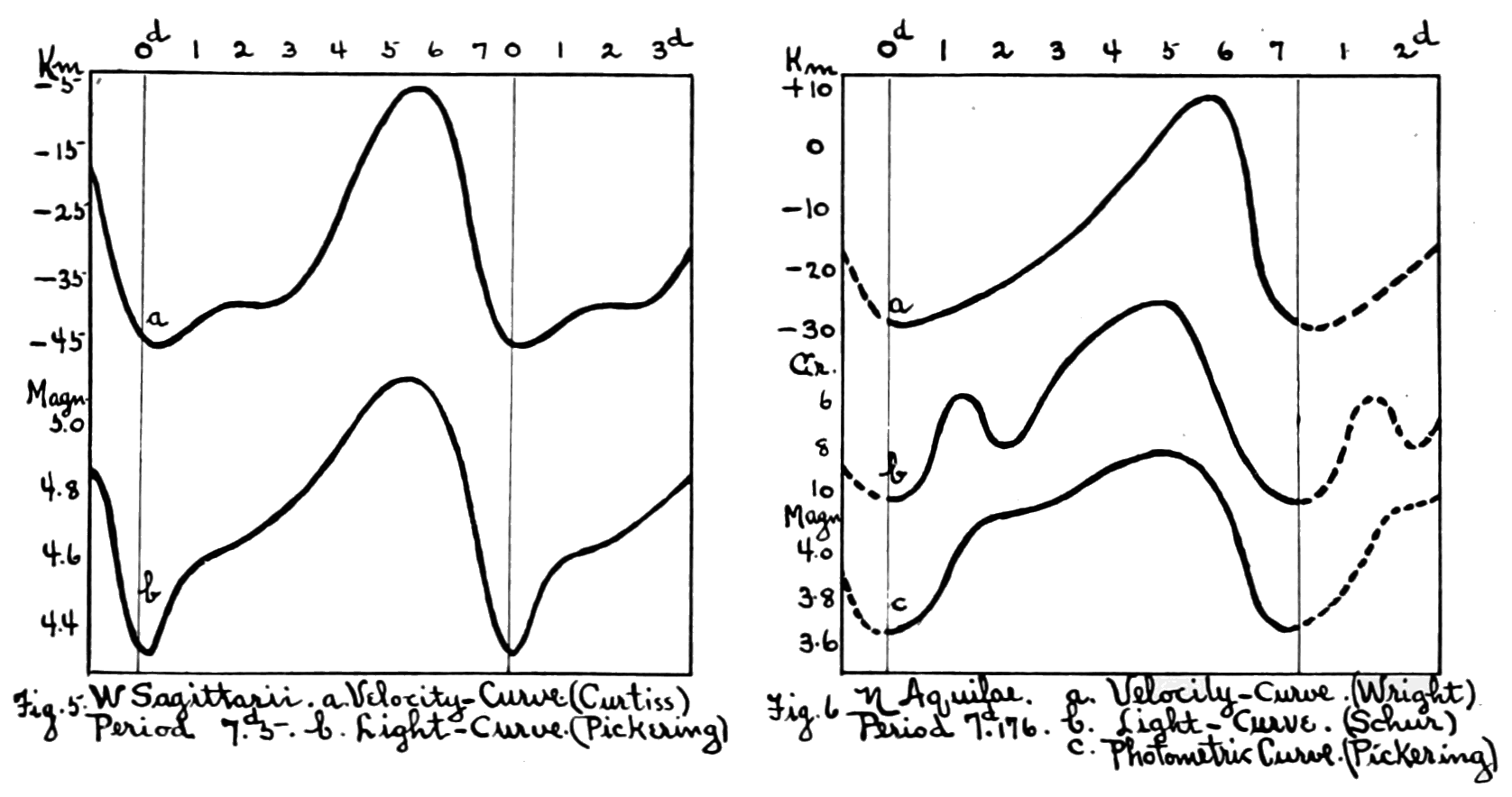
궁수자리 감마1과 독수리자리 에타의 광도곡선.

1784년 9월 10일 영국의 천문학자 에드워드 피고트가 독수리자리 에타의 변광 현상을 관측한 것이 최초의 고전적 세페이드 변광성 관측이었다. 하지만 세페이드 변광성이라는 이름의 유래는 세페우스자리 델타로, 바로 다음 달 존 구드릭이 발견하였다. 세페우스자리 델타는 특히 성단에 소속되어 있다는 특징과, 허블 우주망원경 및 히파르코스의 정밀한 시차 측정을 통해, 세페이드 변광성의 주기-광도 관계의 정립에 크게 기여하였다.

## 주기-광도 관계

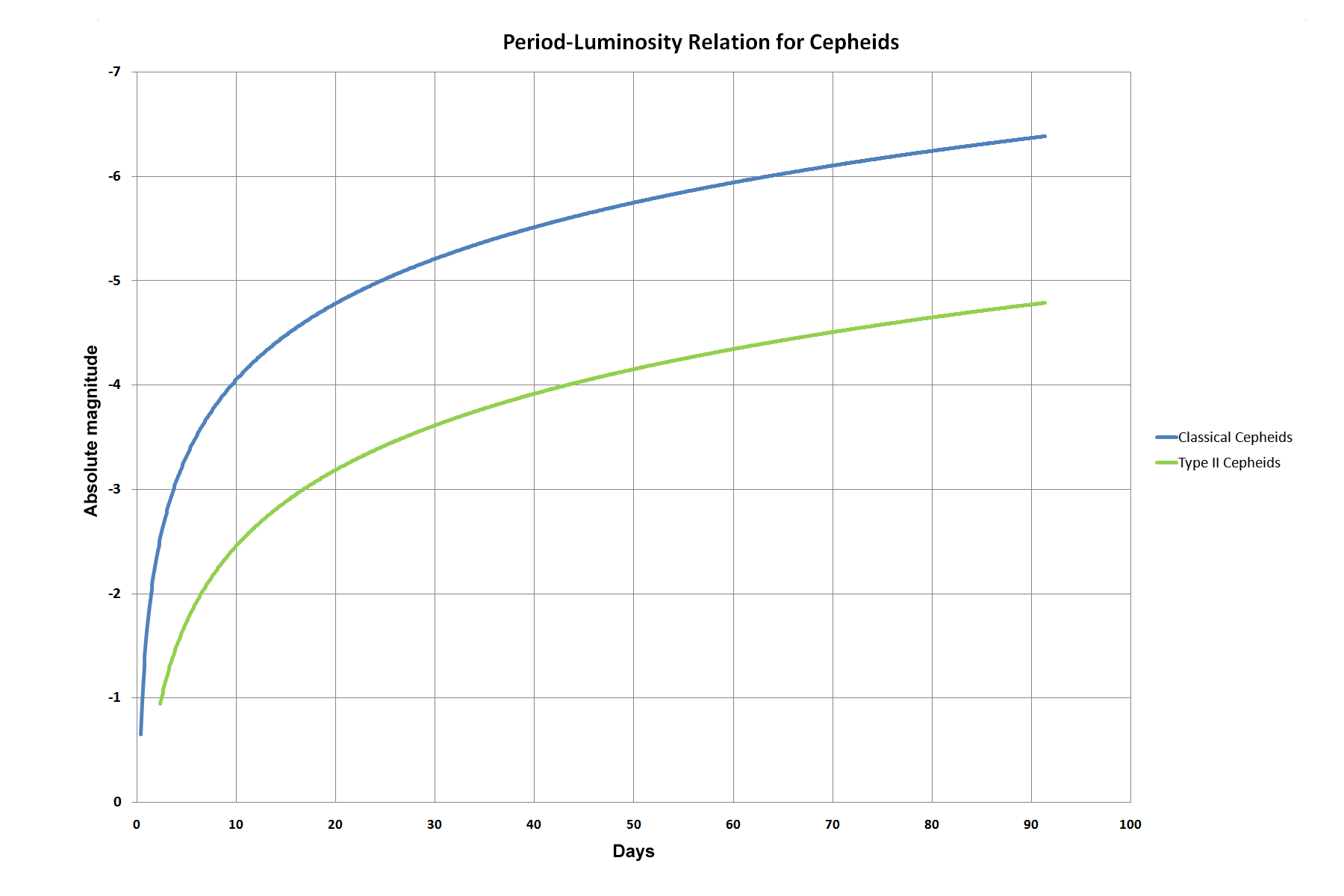
고전적 세페이드 변광성 및 II형 세페이드 변광성의 주기-광도 관계.

고전적 세페이드 변광성의 주기와 광도는 직접적 관련이 있으며, 단순화하면 주기가 길수록 광도가 크다. 고전적 세페이드 변광성에서의 광도-주기 관계는 1908년 마젤란 은하의 변광성을 연구하던 헨리에타 스완 레빗이 발견하였으며, 연구 결과는 추가적인 증명을 첨부해 1912년 발표되었다. 주기-광도 관계를 통해 세페이드 변광성의 주기를 알면 광도를 알아낼 수 있으며, 겉보기등급을 측정하여 변광성까지의 거리를 알아낼 수 있다. 20세기 아이나르 헤르츠스프룽을 필두로 주기-광도 관계를 정립하려는 시도가 여럿 있었으나, 쉽게 정립되지 않다가, 2007년 허블 우주망원경을 사용하여 변광성 10개의 연주시차를 측정하여, 은하 단위에서의 질량-광도 단계가 정립되었고, 2008년에는 유럽 남방 천문대에서 빛 메아리를 이용해 고물자리 RS까지의 거리를 1% 정확도로 측정하였으나, 이 측정 결과에 대해서는 논란이 많다.
허블 우주 망원경을 이용해 정립한, 고전적 세페이드 변광성에서의  주기 P와 절대등급 Mv 사이의 관계는 다음과 같다.
{\displaystyle M_{\mathrm {v} }=(-2.43\pm 0.12)\left(\log _{10}P-1\right)-(4.05\pm 0.02)\,}
여기서 P의 단위는 일(日)이다.
다음 관계식은 거리 d를 구하는 상황에서 이용한다.
{\displaystyle 5\log _{10}{d}=V+3.34\log _{10}{P}-2.45(V-I)+10.52\,}
(또는)
{\displaystyle 5\log _{10}{d}=V+3.37\log _{10}{P}-2.55(V-I)+10.48\,}
I와 V는 각각 적외선과 가시광선 대역에서의 겉보기 평균 등급을 가리키며, d의 단위는 파섹이다.

## 저진폭 세페이드 변광성
고전적 세페이드 변광성 중 등급 변동이 0.5 등급 이하이고, 광도곡선이 거의 대칭으로 나타나며, 주기가 짧은 별은 저진폭 세페이드 변광성(small amplitude Cepheids, 식별 부호 DECPS)으로 구별하여 부른다. 주기는 보통 7일 이하이며, 정확한 전환점의 위치는 아직도 논란 중이다. 저진폭 세페이드 변광성 중 광도곡선이 사인파와 유사하면 s형 세페이드 변광성이라고 부르며, 첫 번째 배음에 속하고, 불안정띠의 적색 경계선 근처에 분포한다.
저진폭 세페이드 변광성의 대표적인 예시는 폴라리스와 독수리자리 FF가 있는데, 이 둘은 고유진동 상태에 있다. 첫 번째 배음에 속한 변광성으로는 대표적으로 남십자자리 BG와 컴퍼스자리 BP가 있다.

## 거리 측정의 불확정성
세페이드 변광성을 이용한 거리 측정에서의 대표적인 불확정성 원인은, 주기-광도 관계의 대역별 차이, 금속함량의 차이에 따른 주기-광도 관계의 변화, 거리에 따른 소광으로 인한 변화가 있다.
불확정성으로 인해 허블 상수의 측정 값이 60 km/s/Mpc ~ 80 km/s/Mpc로 차이가 나며, 우주론적인 관점에서 허블 상수의 측정과 우주의 모습이 관련되어 있기 때문에, 현재 천문학계에서는 거리 측정의 불확정성을 해소하는 것이 주된 과제이다.

## 예시
고전적 세페이드 변광성 일부는 매일 밝기가 변하며, 변화를 맨눈으로 파악할 수 있을 정도인 경우도 있는데, 관측하기 쉬운 대표적인 예시는 세페우스자리 델타, 메크부다, 독수리자리 에타, 황새치자리 베타가 있다. 고전적 세페이드 변광성 중 지구에서 가장 가까운 별은 북극성(폴라리스)이며, 약 0.05 등급 정도 변광한다.
| 명칭                | 별자리           | 발견                                    | 최대 겉보기등급 (mV) | 최소 겉보기등급 (mV) | 주기 (일) | 분광형       | 비고                                                                               |
| ------------------- | ---------------- | --------------------------------------- | -------------------- | -------------------- | --------- | ------------ | ---------------------------------------------------------------------------------- |
| 독수리자리 에타     | 독수리자리       | 에드워드 피고트, 1784년                 | 3m.48                | 4m.39                | 07.17664  | F6 Ibv       |                                                                                    |
| 독수리자리 FF       | 독수리자리       | 찰스 모스 허퍼, 1927년                  | 5m.18                | 5m.68                | 04.47     | F5Ia-F8Ia    |                                                                                    |
| 독수리자리 TT       | 독수리자리       |                                         | 6m.46                | 7m.7                 | 13.7546   | F6-G5        |                                                                                    |
| 독수리자리 U        | 독수리자리       |                                         | 6m.08                | 6m.86                | 07.02393  | F5I-II-G1    |                                                                                    |
| 공기펌프자리 T      | 공기펌프자리     |                                         | 5m.00                | 5m.82                | 05.898    | G5           | 과거 II형 세페이드 변광성으로 여겨짐. 발견되지 않은 동반성이 존재할 가능성이 있음. |
| 마차부자리 RT       | 마차부자리       |                                         | 5m.00                | 5m.82                | 03.73     | F8Ibv        |                                                                                    |
| HD 84810            | 용골자리         |                                         | 3m.28                | 4m.18                | 35.53584  | G5 Iab/Ib    |                                                                                    |
| 세페우스자리 델타   | 세페우스자리     | 존 구드릭, 1784년                       | 3m.48                | 4m.37                | 05.36634  | F5Ib-G2Ib    | 이중성. 쌍안경으로 관측 가능.                                                      |
| 컴퍼스자리 AX       | 컴퍼스자리       |                                         | 5m.65                | 6m.09                | 05.273268 | F2-G2II      | 5 M☉, 분광형 B6인 동반성이 있음.                                                   |
| 컴퍼스자리 BP       | 컴퍼스자리       |                                         | 7m.31                | 7m.71                | 02.39810  | F2/3II-F6    | 4.7 M☉, 분광형 B6인 동반성이 있음.                                                 |
| 남십자자리 BG       | 남십자자리       |                                         | 5m.34                | 5m.58                | 03.3428   | F5Ib-G0p     |                                                                                    |
| 남십자자리 R        | 남십자자리       |                                         | 6m.40                | 7m.23                | 05.82575  | F7Ib/II      |                                                                                    |
| 남십자자리 S        | 남십자자리       |                                         | 6m.22                | 6m.92                | 04.68997  | F6-G1Ib-II   |                                                                                    |
| 남십자자리 T        | 남십자자리       |                                         | 6m.32                | 6m.83                | 06.73331  | F6-G2Ib      |                                                                                    |
| 백조자리 X          | 백조자리         |                                         | 5m.85                | 6m.91                | 16.38633  | G8Ib         |                                                                                    |
| 백조자리 SU         | 백조자리         |                                         | 6m.44                | 7m.22                | 03.84555  | F2-G0I-II    |                                                                                    |
| 황새치자리 베타     | 황새치자리       |                                         | 3m.46                | 4m.08                | 09.8426   | F4-G4Ia-II   |                                                                                    |
| 쌍둥이자리 제타     | 쌍둥이자리       | 요한 프리드리히 율리우스 슈미트, 1825년 | 3m.62                | 4m.18                | 10.15073  | F7Ib to G3Ib |                                                                                    |
| 거문고자리 V473     | 거문고자리       |                                         | 5m.99                | 6m.35                | 01.49078  | F6Ib-II      |                                                                                    |
| 파리자리 R          | 파리자리         |                                         | 5m.93                | 6m.73                | 07.51     | F7Ib-G2      |                                                                                    |
| 파리자리 S          | 파리자리         |                                         | 5m.89                | 6m.49                | 09.66007  | F6Ib-G0      |                                                                                    |
| 직각자자리 S        | 직각자자리       |                                         | 6m.12                | 6m.77                | 09.75411  | F8-G0Ib      | 산개성단 NGC 6087에 소속, 성단에서 제일 밝은 별.                                   |
| 직각자자리 QZ       | 직각자자리       |                                         | 8m.71                | 9m.03                | 03.786008 | F6I          | 산개성단 NGC 6067에 소속.                                                          |
| 직각자자리 V340     | 직각자자리       |                                         | 8m.26                | 8m.60                | 11.2888   | G0Ib         | 산개성단 NGC 6067에 소속.                                                          |
| 직각자자리 V378     | 직각자자리       |                                         | 6m.21                | 6m.23                | 03.5850   | G8Ib         |                                                                                    |
| 땅꾼자리 BF         | 땅꾼자리         |                                         | 6m.93                | 7m.71                | 04.06775  | F8-K2        |                                                                                    |
| 고물자리 RS         | 고물자리         |                                         | 6m.52                | 7m.67                | 41.3876   | F8Iab        |                                                                                    |
| 궁수자리 S          | 궁수자리         | 존 엘라르드 고레, 1885년                | 5m.24                | 6m.04                | 08.382086 | F6Ib-G5Ib    |                                                                                    |
| 궁수자리 U          | 궁수자리 (M25)   |                                         | 6m.28                | 7m.15                | 06.74523  | G1Ib         |                                                                                    |
| 궁수자리 감마1      | 궁수자리         |                                         | 4m.29                | 5m.14                | 07.59503  | F4-G2Ib      | 궁수자리 감마2와 겉보기 이중성.                                                    |
| 궁수자리 X          | 궁수자리         |                                         | 4m.20                | 4m.90                | 07.01283  | F5-G2II      |                                                                                    |
| 전갈자리 V636       | 전갈자리         |                                         | 6m.40                | 6m.92                | 06.79671  | F7/8Ib/II-G5 |                                                                                    |
| 남쪽삼각형자리 R    | 남쪽삼각형자리   |                                         | 6m.4                 | 6m.9                 | 03.389    | F7Ib/II      |                                                                                    |
| 남쪽삼각형자리 S    | 남쪽삼각형자리   |                                         | 6m.1                 | 6m.8                 | 06.323    | F6II-G2      |                                                                                    |
| 폴라리스            | 작은곰자리       | 아이나르 헤르츠스프룽, 1911년           | 1m.86                | 2m.13                | 03.9696   | F8Ib or F8II |                                                                                    |
| 돛자리 AH           | 돛자리           |                                         | 5m.5                 | 5m.89                | 04.227171 | F7Ib-II      |                                                                                    |
| 여우자리 S          | 여우자리         |                                         | 8m.69                | 9m.42                | 68.464    | G0-K2(M1)    |                                                                                    |
| 여우자리 T          | 여우자리         |                                         | 5m.41                | 6m.09                | 04.435462 | F5Ib-G0Ib    |                                                                                    |
| 여우자리 U          | 여우자리         |                                         | 6m.73                | 7m.54                | 07.990676 | F6Iab-G2     |                                                                                    |
| 여우자리 SV         | 여우자리         |                                         | 6m.72                | 7m.79                | 44.993    | F7Iab-K0Iab  |                                                                                    |
| 카시오페이아자리 SU | 카시오페이아자리 |                                         | 5m.88                | 6m.30                | 01.9      | F5II         |                                                                                    |

## 같이 보기
- 거문고자리 RR형 변광성
- II형 세페이드 변광성